# Koningsdam
La Koningsdam è una nave da crociera della Holland America Line, azienda sussidiaria della Carnival Corporation & plc, la prima della classe Pinnacle. Ha due navi gemelle, di cui una (la Rotterdam) ancora in costruzione.
Il nome deriva dal termine olandese "Koning", in onore di Guglielmo Alessandro, primo re dei Paesi Bassi dopo oltre un secolo di sole regine. 

## Storia

### Progettazione e costruzione
Durante la fase di progettazione, la HAL inizialmente voleva costruire una nuova nave gemella da affiancare alla Nieuw Amsterdam, della classe Signature. Tuttavia, nel 2009 con l'adozione dei Requisti per il rientro sicuro al porto della Convenzione internazionale per la salvaguardia della vita umana in mare, e con il disegno della nave che sarebbe invecchiato male nel tempo, la HAL decise di sviluppare un nuovo progetto. 

## Navi gemelle
- Nieuw Statendam
- Rotterdam